# Liten bönlekania
Liten bönlekania (Lecania dubitans) är en lavart som först beskrevs av William Nylander och fick sitt nu gällande namn av A. L. Sm. 
Liten bönlekania ingår i släktet Lecania och familjen Ramalinaceae.  Arten är reproducerande i Sverige. Inga underarter finns listade i Catalogue of Life.